# Surgical Disembowelment
Surgical Disembowelment è il primo album in studio del gruppo musicale Dead Infection, pubblicato nel 1993 dalla Morbid Records.

## Tracce
1. Maggots in Your Flesh – 3:05
2. Pathological View on the Alimentary Canal – 3:17
3. Torsions – 3:52
4. Undergo an Operation – 3:16
5. After Accident – 3:43
6. Xenomorph – 2:58
7. Let Me Vomit – 4:36
8. Spattered Birth – 2:40
9. Start Human Slaughter – 4:07
10. Deformed Creature – 3:06

## Formazione
- Kelner - voce, basso
- Tocha - chitarra
- Mały - chitarra, voce addizionale
- Cyjan - batteria